# بوريسلافا بوريسوفا
بوريسلافا بوريسوفا (بالإنجليزية: Borislava Borisova-Ornstein)‏ (ولدت في 27 فبراير 1951) وهي لاعبة شطرنج بلغارية وسويدية حصلت على لقب FIDE International Master لعام (1974). وهي الفائزة ببطولة الشطرنج البلغارية للسيدات (1976).

## حياتها
في أواخر عام 1970 كانت بوريسلافا بوريسوفا واحدة من أبرز لاعبات الشطرنج البلغاريات. شاركت عدة مرات في نهائيات بطولة الشطرنج البلغارية للنساء وفازت بأربعة ميداليات: الذهبية (1976)، والفضتين (1972 ، 1977) والبرونزية (1975). بعد مغادرتها إلى السويد، كانت تنتمي إلى أفضل لاعبي الشطرنج. في عام 1974، حصلت على لقب FIDE International Women Master (WIM). منذ عام 1979، عاشت في السويد وكانت واحدة من أفضل لاعبي الشطرنج السويديين.
شاركت بوريسلافا بوريسوفا مرتين في بطولات الشطرنج العالمية للنساء:
- في عام 1979، في بطولة انترونال في ريو دي جانيرو في المرتبة العاشرة.[2]
- في عام 1982، شاركت في بطولة انترونال في باد كيسينغن وحصلت على المركز الثاني.[3]

في السنوات التالية، فازت بالمركز الثالث في بطولات العالم للشطرنج النسائية مرتين (في 1985، في إيكشو خلف بيا كراملينغ ونينا هيبيرج، وفي عام 1987 ، في جوسدال خلف نينا هيبيرج وكريستينا نايبرغ). في 1985 و 1989 مثلت السويد في كأس الشطرنج، وفي عام 1985 فازت بالميدالية الذهبية.
لعبت بوريسلافا بوريسوفا في السويد في أولمبياد الشطرنج للسيدات:
- في عام 1978 ، في أولمبياد الشطرنج 1978 (النساء) في بوينس آيرس (+7 ، = 3 ، -1) وفازت بالميدالية البرونزية الفردية،
- في عام 1980 ، في أول دورة في أولمبياد الشطرنج التاسع (نساء) في فاليتا (+5 ، = 4 ، -2) ،
- في عام 1982 ، في الدورة الثانية في أولمبياد الشطرنج العاشر (النساء) في لوسرن (+5 ، = 5 ، -4) ،
- في عام 1984 ، في الدورة الثانية في أولمبياد الشطرنج السادس والعشرون (النساء) في سلانيك (+4 ، = 3 ، -3) ،
- في عام 1988 ، في المجلس الثاني في أولمبياد الشطرنج الثامن والعشرون (النساء) في سلانيك (+4 ، = 1 ، -5) ،
- في عام 1992 ، في الدورة الثانية في أولمبياد الشطرنج الثلاثين (النساء) في مانيلا (+7 ، = 2 ، -3) وفازت بالميدالية البرونزية الفردية،
- في عام 1994 ، في الدورة الثانية في أولمبياد الشطرنج الحادي والثلاثين (النساء) في موسكو (+5 ، = 2 ، -4).

## وصلات خارجية
- قالب:Fide
- بوريسلافا بوريسوفا على موقع الاتحاد الدولي للشطرنج (الإنجليزية)
- بوريسلافا بوريسوفا على موقع مباريات الشطرنج (الإنجليزية)
- بوريسلافا بوريسوفا على موقع 365Chess.com (الإنجليزية)
- بوريسلافا بوريسوفا على موقع Chesstempo.com (الإنجليزية)
- بوريسلافا بوريسوفا سجل أولمبياد الشطرنج للسيدات على موقع OlimpBase.org (الإنجليزية)
- Borislava Borisova chess games at 365Chess.com